# Ofenbach
Ofenbach es un dúo francés de DJ, formado por Dorian Lo y César de Rummel, con base en París. Su canción más conocida es "Be Mine". Después de liberar sus canciones "Around The Fire" y "You Don't Know Me", obtuvieron colaboraciones con artistas como Robin Schulz y Tiësto. Son también conocidos por el remix de canciones de Bob Sinclar y James Bahía.

## Historia

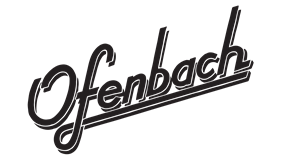
Logotipo de Ofenbach

El dúo se conoció en la escuela a una edad temprana. Cuándo tenían 13 años el padre de Lo les animó a formar un grupo de música. Esto les llevó a formar un grupo de música rock. Citan como sus influencias a Supertramp, Los Rolling Stones, y Led Zeppelin.
Eligieron el nombre Ofenbach cuando encontraron una partitura del compositor francés Jacques Offenbach en su casa.
Ofenbach Liberó su single "Be Mine" junto a un remix con el sello Warner Francia, incluyó remixes de Agrume, Antiyu, y Stone Van Brooken. La canción alcanzó el número 1 en Rusia y Polonia.

## Discografía

### Extended
| Title    | Details                                                                                 | Peak chart positions |
| Title    | Details                                                                                 | FRA                  |
| -------- | --------------------------------------------------------------------------------------- | -------------------- |
| Ofenbach | - Released: 12 April 2019 - Label: Ofenbach Music - Format: Digital download, streaming | 85                   |

### Singles
| Title                                                                             | Year | Peak chart positions | Peak chart positions | Peak chart positions | Peak chart positions | Peak chart positions | Peak chart positions | Peak chart positions | Peak chart positions | Peak chart positions | Peak chart positions | Certifications | Album    |
| Title                                                                             | Year | FRA                  | AUT                  | BEL                  | CZE                  | GER                  | ITA                  | MEX                  | POL                  | SPA                  | SWI                  | Certifications | Album    |
| --------------------------------------------------------------------------------- | ---- | -------------------- | -------------------- | -------------------- | -------------------- | -------------------- | -------------------- | -------------------- | -------------------- | -------------------- | -------------------- | --- | -------- |
| "What I Want" (with Karlk)                                                        | 2015 | —                    | —                    | —                    | —                    | —                    | —                    | —                    | —                    | —                    | —                    | |          |
| "You Don't Know Me" (featuring Brodie Barclay)                                    | 2015 | —                    | —                    | —                    | —                    | —                    | —                    | —                    | —                    | —                    | —                    | |          |
| "Be Mine"                                                                         | 2016 | 5                    | 4                    | 15                   | 1                    | 11                   | 7                    | 1                    | 3                    | 30                   | 6                    | - SNEP: Diamond - BEA: Gold - BMVI: Platinum - FIMI: 2× Platinum - IFPI AUT: Platinum - IFPI SWI: 2× Platinum - ZPAV: 2× Platinum |          |
| "Katchi" (vs. Nick Waterhouse)                                                    | 2017 | 1                    | 5                    | 12                   | 1                    | 9                    | 19                   | 1                    | 5                    | —                    | 6                    | - SNEP: Diamond - BMVI: Platinum - FIMI: 2× Platinum - IFPI AUT: Platinum - IFPI SWI: Platinum - ZPAV: Gold                       |          |
| "Party" (vs. Lack of Afro featuring Wax and Herbal T)                             | 2018 | 61                   | —                    | —                    | 39                   | —                    | —                    | —                    | 12                   | —                    | —                    | |          |
| "Paradise" (featuring Benjamin Ingrosso)                                          | 2018 | 36                   | —                    | 8                    | 5                    | —                    | —                    | —                    | 9                    | —                    | —                    | - SNEP: Gold | Ofenbach |
| "Rock It"                                                                         | 2019 | 117                  | —                    | —                    | —                    | —                    | —                    | —                    | —                    | —                    | —                    | | Ofenbach |
| "—" denotes a recording that did not chart or was not released in that territory. |      |                      |                      |                      |                      |                      |                      |                      |                      |                      |                      | |          |

### Remixes
2014
- Miriam Makeba – "Pata Pata" (Ofenbach Remix)
- Andreas Moe – "Under the Sun" (Ofenbach Remix)
- James Bay – "Hold Back the River" (Ofenbach Remix)

2015
- Lily &amp; Madeleine – "Come to Me" (Ofenbach Remix)

2016
- Shem Thomas – "We Just Need a Little" (Ofenbach Remix)

2017
- James Blunt – "Love Me Better" (Ofenbach Remix)
- Portugal. The Man – "Feel It Still" (Ofenbach Remix)
- Rudimental featuring James Arthur – "Sun Comes Up" (Ofenbach Remix)

2018
- Clean Bandit featuring Demi Lovato – "Solo" (Ofenbach Remix)